# Two of Us (canción)
«Two of Us» es una canción del cantante británico Louis Tomlinson. Se lanzó el 7 de marzo de 2019, a través de Syco Music y Arista Records como primer sencillo de su primer álbum de estudio Walls. Es su primer lanzamiento en Arista Records después de firmar con el sello a principios de 2019. La canción trata sobre su difunta madre, Johannah Deakin.

## Antecedentes y composición
La madre de Tomlinson, Johannah Deakin, murió de leucemia en diciembre de 2016 a la edad de 43 años. Tomlinson había hablado previamente sobre el vínculo que ambos compartían y dijo en una entrevista que «Mi madre siempre supo lo que sentía y lo que quería». En su entrevista con BBC Radio 1 Newsbeat Louis habló sobre cómo solía apoyarse en su madre para muchas cosas: «cada vez que necesitaba consejos sobre algo, ella sería la primera llamada que haría».
«Two of Us» es una canción que honra la memoria de Johannah y describe el impacto que tuvo su muerte en Louis. En su entrevista con iNews, Louis dijo: «Para ser sincero, quería escribir esta canción por un tiempo. Pero es algo audaz, y cuando tuve esos pensamientos, quise unos años más de experiencia como compositor antes de escribirlo. Esta es una de las canciones más importantes para mí, y solo tuve una oportunidad de hacerlo bien».

## Promoción
A principios de febrero, Tomlinson tuiteó sobre el sencillo: «¡Estoy tan emocionado de que todos lo escuchen!». Más adelante en el mes, publicó un video teaser para la canción, escribiendo en un pedazo de papel «Ha pasado un minuto desde que te llamé», mientras suena un piano. Tomlinson anunció oficialmente el título de la canción y la fecha de lanzamiento el 28 de febrero.
A principios de marzo de 2019, envió a los fanáticos en una búsqueda del tesoro para ser el primero en escuchar su nuevo sencillo. Anunció el concurso a través de su Instagram personal, incluido un mapa del mundo. La búsqueda del tesoro incluyó un mapa mundial con los rostros de sus antiguos miembros de One Direction. Adjuntas a las imágenes había etiquetas en diferentes países, clips para armar la canción, todo lo que tenían que hacer era compartir lo que encontraron usando la etiqueta #TwoOfUs. Las etiquetas incluirían puntos de acceso para escuchar piezas de la canción, compartiendo lo que escucharon usando la etiqueta.

## Recepción crítica
Trey Alston de MTV describió a la canción como «una melodía conmovedora que calienta el corazón con su fuerte atmósfera de amor» y «una oda sombría y reflexiva» a la madre de Tomlinson, «su estrella en el cielo nocturno". Escribiendo para Rolling Stone, Rob Sheffield incluyó al tema en su lista de las 25 mejores canciones de 2019, elogiando a Louis «hablando claramente sobre el dolor y la pérdida», y describiendo la frase sobre llamar al correo de voz de su difunta madre: «Me iré un mensaje, así que no estoy solo», como «devastador en su sinceridad».
La canción fue incluida en la canción 22 Best Mothers Day por The Oprah Magazine.

## Vídeo musical
Louis lanzó tres videos musicales para «Two of Us». El video lírico fue lanzado junto con la canción, y presenta un primer plano de las manos de Tomlinson escribiendo la letra de la canción en hojas de papel. Trey Alston de MTV lo llamó «simplista» y «conmovedor» y lo elogió por «ir más allá [de] las palabras escritas en la fuente Arial entrando y saliendo de la pantalla» y «agregar un nivel temático adicional a un número ya emocional».
El video oficial para Richard's Bucket List se lanzó el 24 de abril de 2019. En este video, Louis ayuda a un hombre llamado Richard que perdió a su esposa a causa de la enfermedad de Alzheimer en 2016 (el mismo año en que Louis perdió a su madre) para cumplir con los elementos de su lista de deseos. El video insta a los televidentes a donar a tres organizaciones benéficas diferentes: el Bluebell Wood Children's Hospice (del cual Louis es patrocinador), Cancer Research UK (en honor a la madre de Louis) y la Alzheimer's Society (en honor a la esposa de Richard).
El video musical oficial, dirigido por Huse Monfaradi, se lanzó el 16 de mayo de 2019. Fue filmado en pantalla panorámica en blanco y negro y presenta a Tomlinson en el piano, tocando la guitarra y tocando emocionalmente la canción bajo un foco de atención, antes de cambiar a una actuación en vivo. Al escribir para Rolling Stone, Claire Shaffer elogió el video musical por «capturar el peso de la canción» y «establecer firmemente el talento y el atractivo de Tomlinson como un verdadero artista solista y líder».

## Posicionamiento en listas
| Listas (2019)                         | Mejor posición |
| ------------------------------------- | -------------- |
| Australia Digital Tracks (ARIA)       | 13             |
| Bélgica (Ultratop) Flanders           | 26             |
| Escocia (Official Charts Company)     | 17             |
| Estados Unidos (Digital Song Sales)   | 43             |
| Hungría (Single Top 40)               | 7              |
| Irlanda (IRMA)                        | 79             |
| Nueva Zelanda Hot Singles (RMNZ)      | 14             |
| Reino Unido (UK Singles Chart)        | 64             |
| Suecia Heatseeker (Sverigetopplistan) | 16             |

## Historial de lanzamiento
| País   | Fecha              | Formato                     | Discográfica       | Ref   |
| ------ | ------------------ | --------------------------- | ------------------ | ----- |
| Varios | 7 de marzo de 2019 | Descarga digital, Streaming | Syco Music, Arista | [ 2 ] |